# Yamabiko Quintet
Yamabiko Quintet ist das selbstbetitelte Album des Quintetts um Klaus Kugel und Frank Paul Schubert. Die am 22. und 23. Februar 2022 im Loft, Köln, entstandenen Aufnahmen erschienen im Oktober 2022 auf Nemu Records. Es war die letzte Aufnahmesession von Michel Pilz, der Anfang November 2023 im Alter von 78 Jahren starb.

## Hintergrund
Das Yamabiko Quintet ist eine Anfang der 2020er-Jahre von Klaus Kugel und Frank Paul Schubert gegründete Arbeitsgruppe mit Free-Jazz-Ausrichtung, im Sinne einer „On-Off-Erkundung abstrakter kreativer Musik“, schrieb Ken Waxman. Weitere Mitglieder des Quintetts sind der Bassist Christian Ramond, der in der Vergangenheit mit dem Schlagzeuger Aufnahmen gemacht hat, sowie der Bassklarinettist Michel Pilz und der Trompeter Reiner Winterschladen, die häufig zusammenarbeiteten.

## Titelliste
- Yamabiko Quintet – Yamabiko Quintet (Nemu Records NEMU 029)[4]

1. Bow (Reiner Winterschladen) 6:20
2. Sandrinella (Itaru Oki) 6:49
3. Layered History (Klaus Kugel) 4:17
4. A Glimpse of It’s Destination (Klaus Kugel) 6:29
5. Curled Up (Frank Paul Schubert) 6:05
6. Yamabiko (Michel Pilz) 4:38
7. Cloudscape (Christian Ramond, Frank Paul Schubert, Klaus Kugel, Michel Pilz, Reiner Winterschladen) 7:03
8. Beautiful Flowers (Reiner Winterschladen) 5:17

## Rezeption

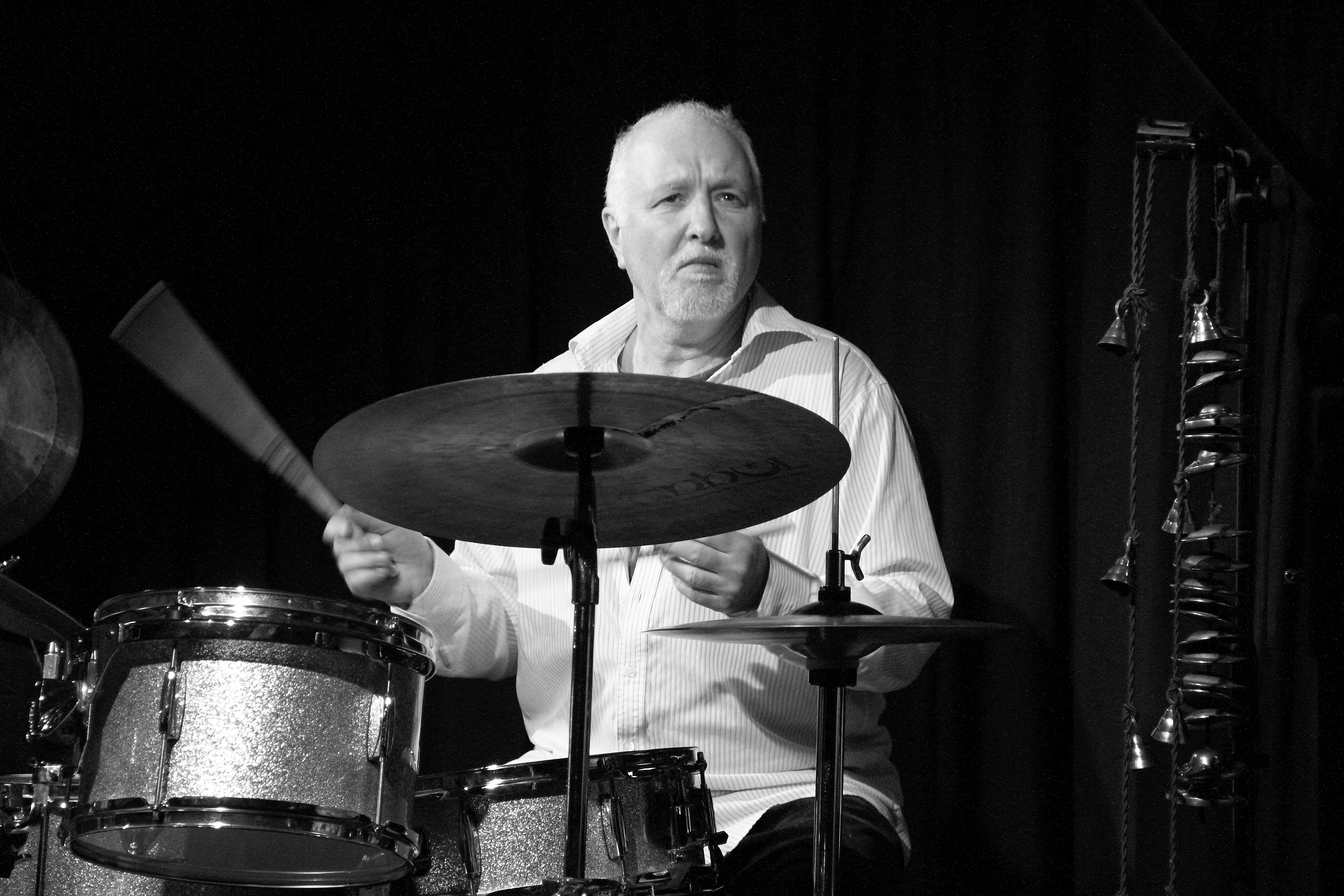
Klaus Kugel beim Konzert im club W71, Weikersheim 2018

Dieses europäische Quintett spiele geschäftigen, kompromisslosen Jazz, der viel den Spitzenkünstlern zu verdanken habe, die ihm vorausgegangen sind, schrieb Peter Gamble in Jazz Journal. Sogar einige der Themen würden an Passagen früher gehörter Kompositionen erinnern. Das heiße aber nicht, dass diese Musik nicht danach strebe, etwas anderes auszusagen. Die oben genannten Themen würden in das Geschehen ein und aus fließen, das von Soloinstrumenten geleitet wird, aber nicht frei von Interaktionen zwischen den Bläsern sei. Die Bassklarinette von Pilz harmoniere gut mit den lebhaften Altklängen Schuberts, und Winterschladens Trompetenspiel sei mehr als eine Anspielung auf die Vergangenheit.
Wie einst Ornette Coleman hätten sich Michel Pilz, Rainer Winterschladen und Frank Paul Schubert schöne Themen ausgedacht, um dann ins rhythmisch und melodisch Freie aufzubrechen, schrieb Tilman Urbach. Selbst in den freiesten Passagen scheint die Struktur der Stücke durch. So würde eine Musik entstehen, die den Geist von gestern so glücklich wie lebendig mit der Gegenwart versöhne.
Die Stücke des Yamabiko Quintet würden sich von der freien Improvisationsmusik bis zum Free Jazz bewegen. Während Pilz‘ Erfahrungen mit dem Genre auf seine Arbeit mit dem Manfred-Schoof-Quintett in den 1970er-Jahren zurückgingen, seien das thematische Material und auch die Arrangements durch und durch zeitgemäß und umfassender. Der einleitende „Bow“ zum Beispiel würde unisono Trompete und Holzbläser sowie Kugels Glockenspiele und Gongs zu einem spirituell anmutenden Thema verweben, das häufig wiederholt wird, selbst wenn der Bassklarinettist absteigende Chalumeau-Töne erklingen lasse. In gleicher Weise würde das abschließende „Beautiful Flowers“ einen zweiten Abschnitt enthalten, der eine entspannte Kwela- und karibische Tonnote sowie eine thematische Ähnlichkeit mit „Bow“ aufweise.